# Батумский округ
Батумский округ — административно-территориальная единица Батумской области и Кутаисской губернии Российской империи. Центр — город Батум.

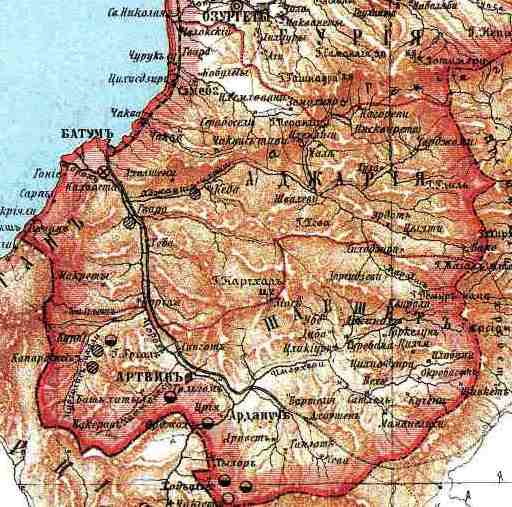
Батумский округ на карте Батумской области

## История
Батумский округ в составе Батумской области был образован в 1878 году на территории бывшего Аджарского санджака, отошедшего от Османской империи к России по результатам русско-турецкой войны 1877—78 годов. В 1883 году Батумская область была упразднена, Батумский округ объединённый с Аджарским округом включен в состав Кутаисской губернии.
После восстановления Батумской области 1 июля 1903 года Батумский округ вновь вошёл в её состав.
По Брестскому мирному договору, подписанному 3 марта 1918 года советской Россией без участия представителей Закавказского Сейма, Батумская область передавалась Турции.

## География
Площадь 2675,7 верст².
В настоящее время большая часть округа входит с состав Автономной республики Аджария Грузии.

## Население
Население 88 444 человек (1897), в том числе в Батуме — 28 508 чел.

### Национальный состав
Национальный состав по переписи 1897 года:
- грузины — 56 498 чел. (63,88 %),
- русские — 7217 чел. (8,16 %),
- армяне — 7120 чел. (8,05 %),
- греки — 4650 чел. (5,26 %),
- турки — 3199 чел. (3,62 %),
- курды — 1699 чел. (1,92 %),
- украинцы — 1637 чел. (1,85 %),

## Административное деление
В 1913 году в состав округа входило 77 сельских правлений: 
| - Агарское — с. Агара, - Аджарис-Агмартское — с. Аджирис-Агмарта, - Акуцкое — с. Акуци, - Аламбарское — с. Аламбара, - Алик-Оглинское — с. Алик-Оглы, - Алминское — с. Абуладзе, - Ахалшенское — с. Ахалшены, - Ахойское — с. Ахо, - Ачкаистанское — с. Ачкаистана, - Баратаульское — с. Баратаули, - Батумское — с. Батум-Орта, - Беглетское — с. Беглети, - Бобокватское — с. Бобоквати, - Борчхинское — с. Борчха, - Гонийское — с. Гониа, - Горджомское — с. Георгадзе, - Гулебское — с. Гулеби, - Гурма-Паксадзинское — с. Паксадзе, - Дагинское — с. Дагиа, - Дарчидзинское — с. Дарчидзе, | - Дгванское — с. Дгвана, - Джабнидзинское — с. Джабнидзе, - Дид-Аджарское — с. Габадзе, - Дидд-Джамское — с. Дид-Джами, - Дологанское — с. Дологано, - Дондальское — с. Дондало, - Дузкейское — с. Дуз-Кей, - Дуз-Чванское — с. Дуз-Чвана, - Зесопельское — с. Зесопели, - Зундагское — с. Зундага, - Инцкиретское — с. Инцкиреты, - Катабхийское — с. Катабхия, - Кахаберское — с. Кахабери, - Кваштское — с. Квашти, - Квинтаурское — с. Квинтаури, - Квирикское — с. Квирике, - Кединское — с. Кеды, - Кибинское — с. Кибе, - Кирлатское — с. Кирлати, | - Коренис-Тавское — с. Коренис-Тави, - Легвское — с. Легва, - Макриальское — с. Макриаль, - Марадитское — с. Марадиди-верхний, - Махинджаурское — с. Махинджаури, - Махойское — с. Махо, - Махуциети-Улийское — с. Махиуциети-Улиа, - Мацквалтинское — с. Мацквалта, - Мачахлиспирское — с. Мачахлиспири, - Мерисское — с. Мериси, - Ненийское — с. Нениа, - Пуртийское — с. Пуртио, - Пушукаульское — с. Пушукаули, - Сабаурское — с. Сабаури, - Самебское — с. Самеба, - Самулетское — с. Самулети, - Санатисское — с. Санатиси, - Соук-Суйское — с. Соук-Су, - Схалтинское — Схалта, | - Тбетское — с. Тбети, - Учхутское — с. Учхути, - Хертвисское-Зеда — с. Хертвиси-Зеда, - Хинойское — с. Хино-Земи, - Хихадзирское — с. Хихадзири, - Хохневское-Орта — с. Хохна-Орта, - Хулинское — с. Хуло, - Хульское — с. Хула, - Хуцубанское — с. Хуцубани, - Цхморисское — с. Цхмориси, - Чаквиставское — с. Чаквистави, - Чанчхало-Нагадаеульское — с. Чанчхало, - Чахатское — с. Чахати, - Чикунетское — с. Чикунети, - Чурук-Суйское — с. Чурук-Су, - Чхутунетское — с. Чхутунету, - Швахевское — с. Горхапаучи, - Эбрикское — с. Эбрика, - Эргейское — с. Эрге. |